# NGC 917
NGC 917 is een spiraalvormig sterrenstelsel in het sterrenbeeld Driehoek. Het hemelobject werd op 22 november 1827 ontdekt door de Britse astronoom John Herschel.

## Synoniemen
- PGC 9258
- UGC 1890
- MCG 5-6-39
- ZWG 504.79